# アネハヅル

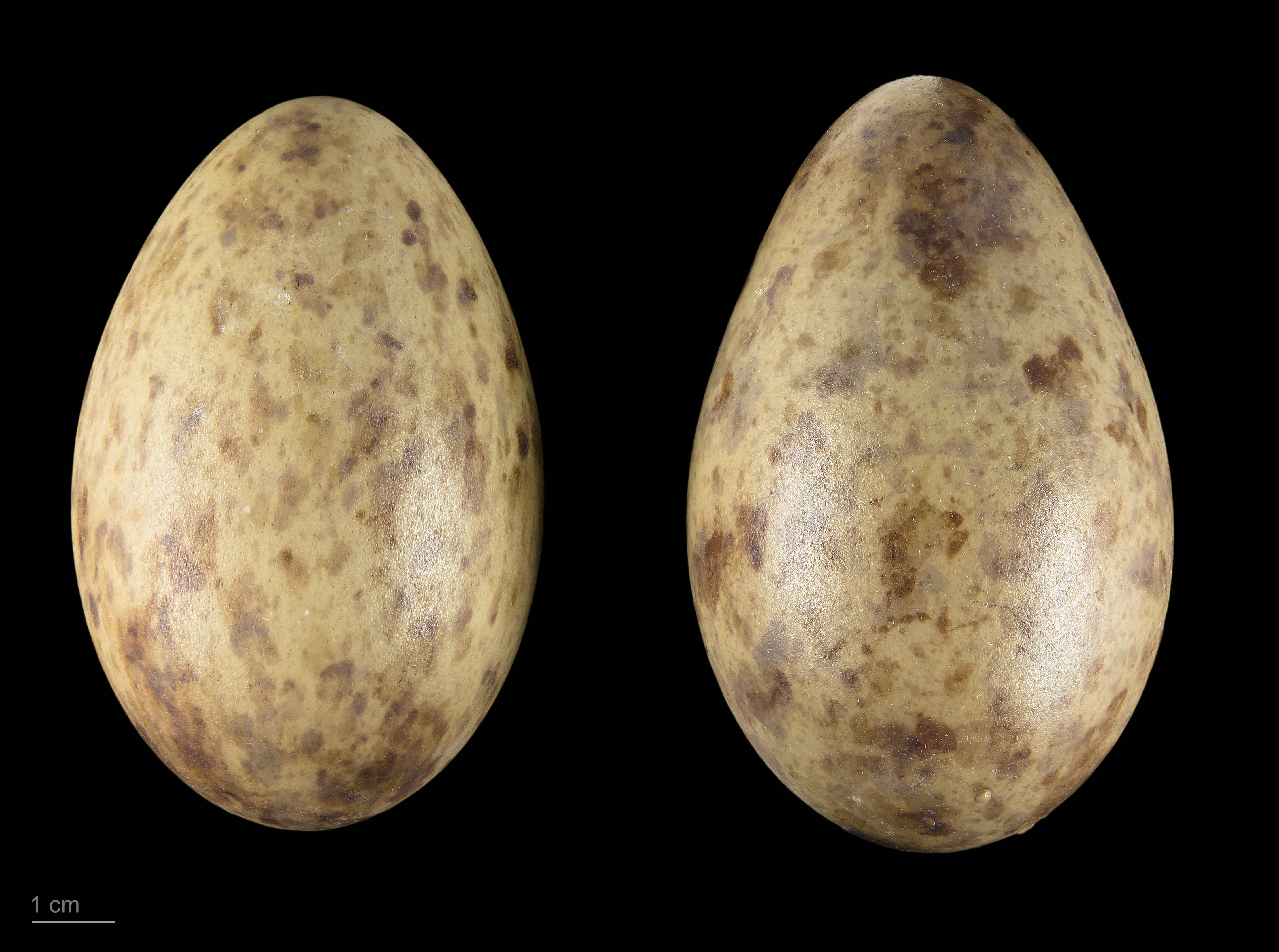
Grus virgo

アネハヅル（姉羽鶴、学名：Anthropoides virgo）は、ツル目ツル科アネハヅル属に分類される鳥類の一種。
現在確認されている鳥類の中では特に高々度、5000から8000メートルもの高さを飛ぶ鳥として知られており、ヒマラヤ山脈も越える渡りをする。

## 形態
全長約90センチメートルと、ツル科の中で小さい。

## 生態
平地から山地の平坦な草原地域に生息する。天敵はイヌワシ。

## 分布
チベット高原など旧北区の温帯域で繁殖し、インド亜大陸や北東アフリカ、中東などで越冬する。日本には稀に迷鳥として渡来する。2007年6月、青森県としては33年ぶりに渡来した。江戸時代にも捕獲され、将軍へ献上された記録があり、絵図が描かれている。

## 薬効
アネハヅルの脂肪を精油したものを蓑羽鶴油（サイウカクユ）と呼ぶ。秋に捕獲し、脂を採取する。皮膚のひび割れ、手の痺れ、肌荒れに用いる。